# Archiearis touranginii
Archiearis touranginii är en fjärilsart som beskrevs av Berce 1870. Archiearis touranginii ingår i släktet Archiearis och familjen mätare. Inga underarter finns listade i Catalogue of Life.